# (4224) Susa
(4224) Susa ist ein Hauptgürtelasteroid, der am 19. Mai 1988 von Eleanor Helin vom Palomar-Observatorium aus entdeckt wurde.